# Trichophya pilicornis
Trichophya pilicornis är en skalbaggsart som först beskrevs av Leonard Gyllenhaal 1810.  Trichophya pilicornis ingår i släktet Trichophya, och familjen kortvingar. Arten är reproducerande i Sverige.